# Armand Timmermans
Armandus Augustus Florentius Maria Timmermans  (Antwerpen, 20 januari 1860 – Antwerpen, 12 juli 1939) was een Belgisch componist en muziekcriticus.
Hij was zoon van Augustus Joannes Josephus Timmermans en Theresia Joanna Leva. Vader was commies en docent aan de Rijkshandelshogeschool in Antwerpen. Hij was vanaf 1890 als componist getrouwd met Adela Guilielmina Valentina Rooman. Er volgde een echtscheiding en in 1901 trouwde hij met onderwijzeres Anna Clementina Timmermans.
Vader drong er dan ook bij zijn zoon op aan een beroep in de handel uit te oefenen. Muziek trok uiteindelijk meer. Zijn middelbare schoolopleiding volgde hij aan het Koninklijk Atheneum in zijn geboorteplaats. Hij kreeg tussen 1877 en 1882 zijn opleiding aan het Vlaamse Muziekschool. Docenten waren Jos Bosiers (piano), Joseph Callaerts (orgel), Jozef Tilborghs (zang, contrapunt) en Peter Benoit (compositieleer), Hij werd muziekleraar in Antwerpen. Tussen 1887 en 1914 was hij deels onder pseudoniem Ut  muziekcriticus bij L'Opinion en Le Matin. In 1892 werd hij secretaris aan de Vlaamse Muziekschool. 
Hij schreef in allerlei genres, van liederen voor zangstem en begeleiding tot koorwerken. Sommige ondertekende hij met Herman. Zijn werk Hymnus in memoriam Peter Benoit was voor zijn overleden leermeester. Scène bachique is voor zang en orkest, Danse dans le style hongrois voor harmonieorkest. Er zijn ook drie opera’s van hem bekend, Hendrik van Rooy leverde libretto’s voor Oorlogswee (1919), Margarita (1923) en Vae victis (1924). Onder zijn composities bevinden zich verder verplichte werken voor koorwedstrijden en het grootse (qua bezetting) Vaderlandsch zangdicht voor de Nationale Feestdag van 1904. Er kwamen 1200 stemmen van schoolkinderen te pas aan de uitvoering. Veel kleiner van opzet was Pour Didi voor piano solo, waarvan haar eerste provisorische manuscript gedateerd is op 1914, Rotterdam, hij zou er als vluchteling voor de Eerste Wereldoorlog hebben verbleven; de uiteindelijke versie draagt de datering 7 februari 1915, Antwerpen.
Voor zijn werk werd hij benoemd tot ridder in de Kroonorde en vereerd met de Burgerlijke Medalie van 1e klas. In zijn laatste levensjaren speelde doofheid hem op.